# Frederik Jacobus Brevet

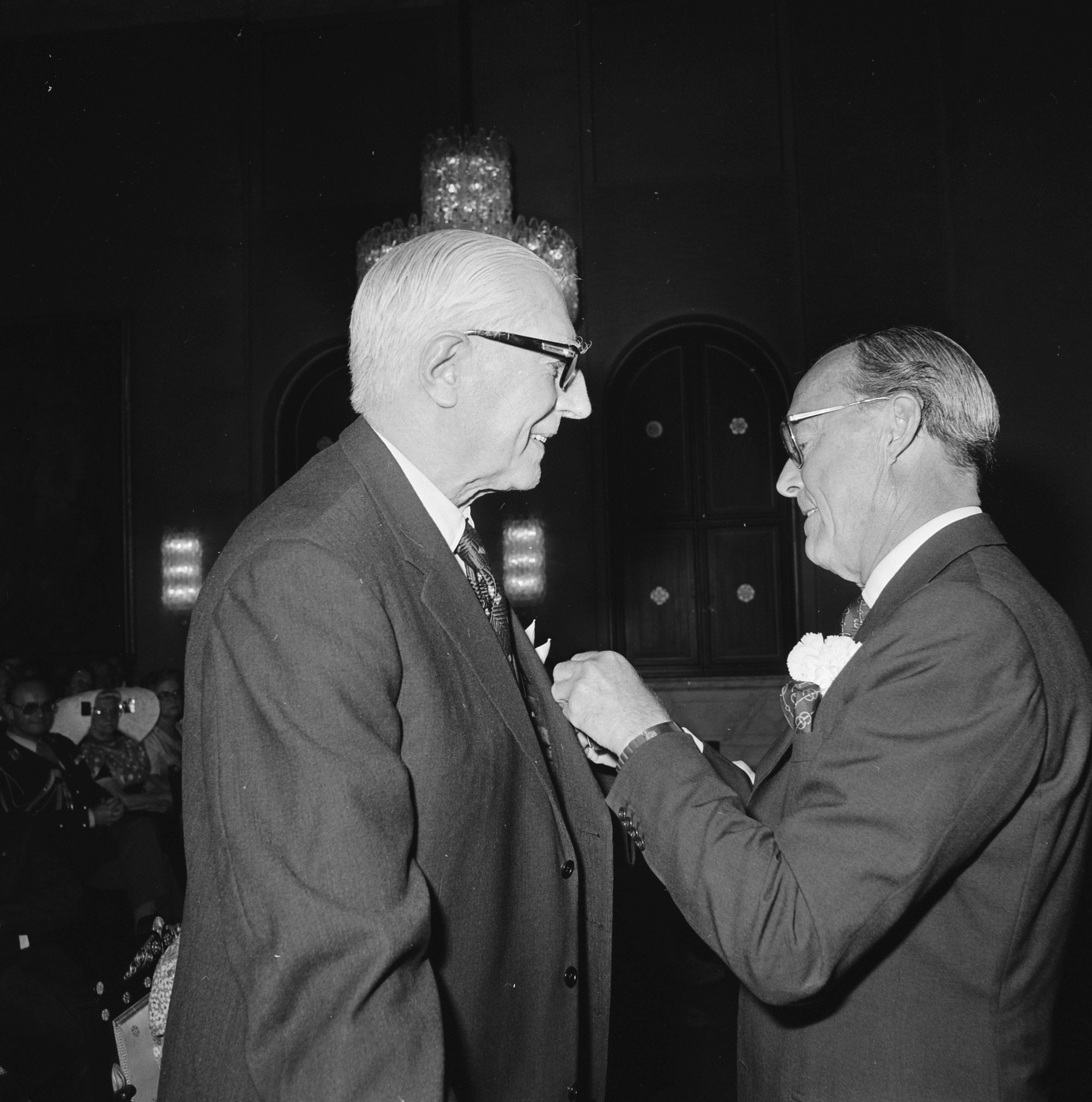
F.J. Brevet krijgt zilveren anjer opgespeld (1977)

Frederik Jacobus Brevet (Den Haag, 4 juli 1893 – Rotterdam, 25 januari 1983) was een Nederlands bankier en commissionair in aandelen.
Hij was zoon van Marie Henriette Pleijsier en Willem Karel Brevet. Vader handelde ook in aandelen, maar was ook kunstverzamelaar. F.J. Brevet trouwde als kantoorbediende in 1918 met Gerritdina Johanna Hoetink, dochter van de directeur van Registratie en Domeinen.
Zijn basisopleiding bestond uit een middelbare schoolopleiding aan het Gymnasium Haganum. Daarna ging hij rechtswetenschap op stellingen studeren aan Universiteit Leiden; hij rondde de studie af in 1916 met een bevordering tot doctor. Na enige tijd gewerkt te hebben op een advocatenkantoor, wendde hij zich toch tot het bankwezen. Hij werkte in Amsterdam, Delft en Maastricht en bouwde zo vertrouwen op. In 1923 kon hij als zodanig benoemd worden tot secretaris van de Vereniging van Effectenbezitters in Rotterdam; een jaar later was hij directeur van het  Algemeen Administratie en Trustkantoor. Hij zou tot 1969 in de bankensector werken.
In Rotterdam werd hij ook bekend vanwege zijn vele activiteit binnen de Nederlands Hervormde Kerk. Hij was er jarenlang questor-generaal, verzorgde paasgroeten en zat in de Commissie voor Theologisch Hoger Onderwijs etc. Aan de andere kant werkte hij als liefhebber binnen de poëzie. Zo publiceerde hij eigen vertalingen van het werk van Homerus en bracht de bundel Mozaïek in 1966 uit waarin vertaald werk van Horatius en Gaius Valerius Catullus. Zowel geloof als poëzie vond men terug in allerlei publicaties, zo ook voor het Rotterdams Jaarboekje. Zijn liefde voor Rotterdam en haar inwoners mondde uit in het initiatief voor de introductie van de Laurenspenning; hij was ook enige tijd voorzitter van Stichting De Laurenspenning. Hij zat ook in de commissie die de overgang tussen de Nederlandse Economische Hogeschool naar de Erasmusuniversiteit.
Hij zat in het bestuur van allerlei Rotterdamse aangelegenheden zoals het Museum Boijmans Van Beuningen tot Stadion Feyenoord. Hij hielp daarmee mede aan het herstel van Rotterdam na het bombardement op Rotterdam in 1940; hij begon er al snel aan te werken te beginnen met een noodschouwburg (1941).
Tot slot was hij liefhebber van de werken van kunstschilder Hendrik Chabot; hij kocht diens werk voor privé, genoemd museum als ook voor schepen van de Holland Amerika Lijn.
Alhoewel hij een matige gezondheid kende, overleed hij op 89-jarige leeftijd. Hij werd in besloten kring gecremeerd.

## Eerbetonen
Hij was officier in de Orde van Oranje-Nassau (1955), was in het bezit van de Penning van de Maze (1966) en de Zilveren Anjer (1977).
- Biografisch Portaal: 43347235
- Digitale Bibliotheek voor de Nederlandse Letteren: brev001
- International Standard Name Identifier: 0000 0000 1995 4008
- Library of Congress Control Number: n00139782
- Nederlandse Thesaurus van Auteursnamen: 070894523
- Virtual International Authority File: 72632768